# Helene Næss
Helene Næss, född 29 juni 1991, är en norsk seglare.

## Karriär
Næss tävlade i OS i Tokyo 2020 där hon tillsammans med Marie Rønningen slutade på en sjunde plats i 49er FX. Tillsammans med Rønningen har hon tagit guld vid Europamästerskapen både 2018 och 2023 i samma klass, och de kommer att tävla i samma klass vid OS 2024.